# Powiat horochowski
Powiat horochowski – powiat utworzony 12 grudnia 1920 r. pod Zarządem Terenów Przyfrontowych i Etapowych z części powiatu włodzimierskiego (gminy wiejskie Brany, Chorów, Podberezie, Świniuchy, Skobiełka, Kisielin oraz gmina miejska Horochów). 19 lutego 1921 r. wszedł w skład nowo utworzonego województwa wołyńskiego II Rzeczypospolitej. Jego siedzibą było miasto Horochów. W skład powiatu wchodziło 7 gmin wiejskich, 2 miejskie 181 gromad wiejskich (sołectw) i 2 miasta.

## Dane
Powiat horochowski zajmował południowo-zachodnią część województwa wołyńskiego i graniczył: na zachodzie z powiatem włodzimierskim i sokalskim (województwo lwowskie), od północy z powiatem kowelskim, od wschodu z powiatem łuckim, od południa z powiatem radziechowskim (województwo tarnopolskie).
Powierzchnia powiatu wynosiła 1257 km², a ludność 122,1 tys. osób (według spisu z 1931 r.), dając wskaźnik zamieszkania 69 osób na 1 km².
Powiat w większości zamieszkany był przez ludność ukraińską liczącą 84,3 tys. (69,0%). Drugą narodowością pod względem liczebności byli tam Polacy w liczbie 21,1 tys. (17,3%) osób. Reszta to Żydzi i inne, nieliczne grupy narodowościowe.
Według drugiego powszechnego spisu ludności z 1931 roku powiat liczył 122 045 mieszkańców, 17 675 było rzymskokatolickiego wyznania, 2 060 – unickiego, 85 273 – prawosławnego wyznania, 4 598 – augsburskiego, 179 – reformowanego, 8 – unijne ewangelickie, 414 osób podało wyznanie ewangelickie bez bliższego określenia, 1 672 – inne chrześcijańskie, 10 112 – mojżeszowe, 1 – inne niechrześcijańskie, 33 osób nie podało przynależności konfesyjnej.

## Gminy
- gmina Beresteczko (miejska) (od 1925)[3]
- gmina Beresteczko (wiejska) (od 1925)[3]
- gmina Brany
- gmina Chorów
- gmina Horochów (miejska)
- gmina Kisielin
- gmina Podberezie
- gmina Skobełka
- gmina Świniuchy

## Miasta
- Beresteczko (od 1925)[3]
- Horochów